# Верховний жрець Ра

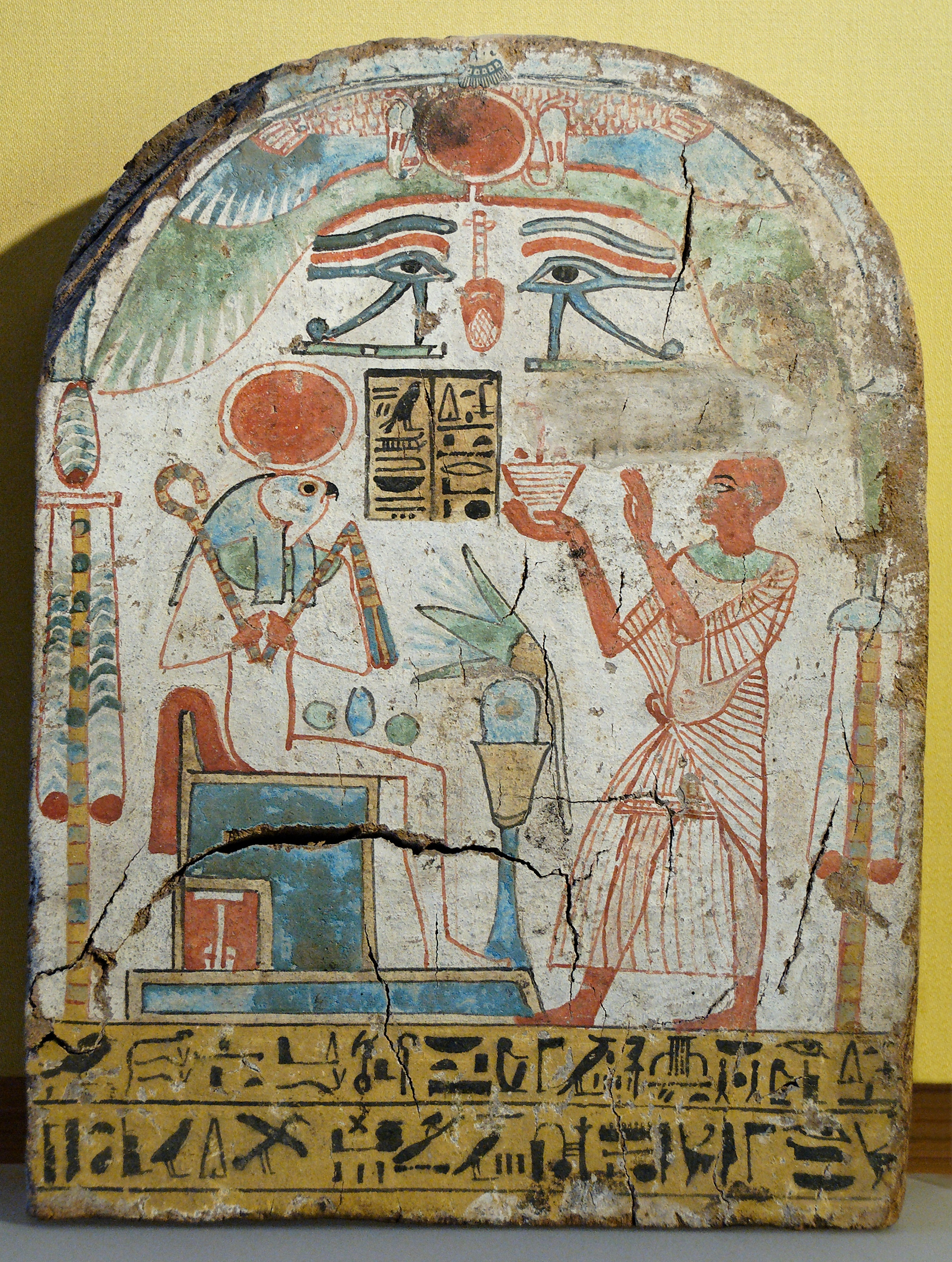
Стела божества Ра-Горахті.

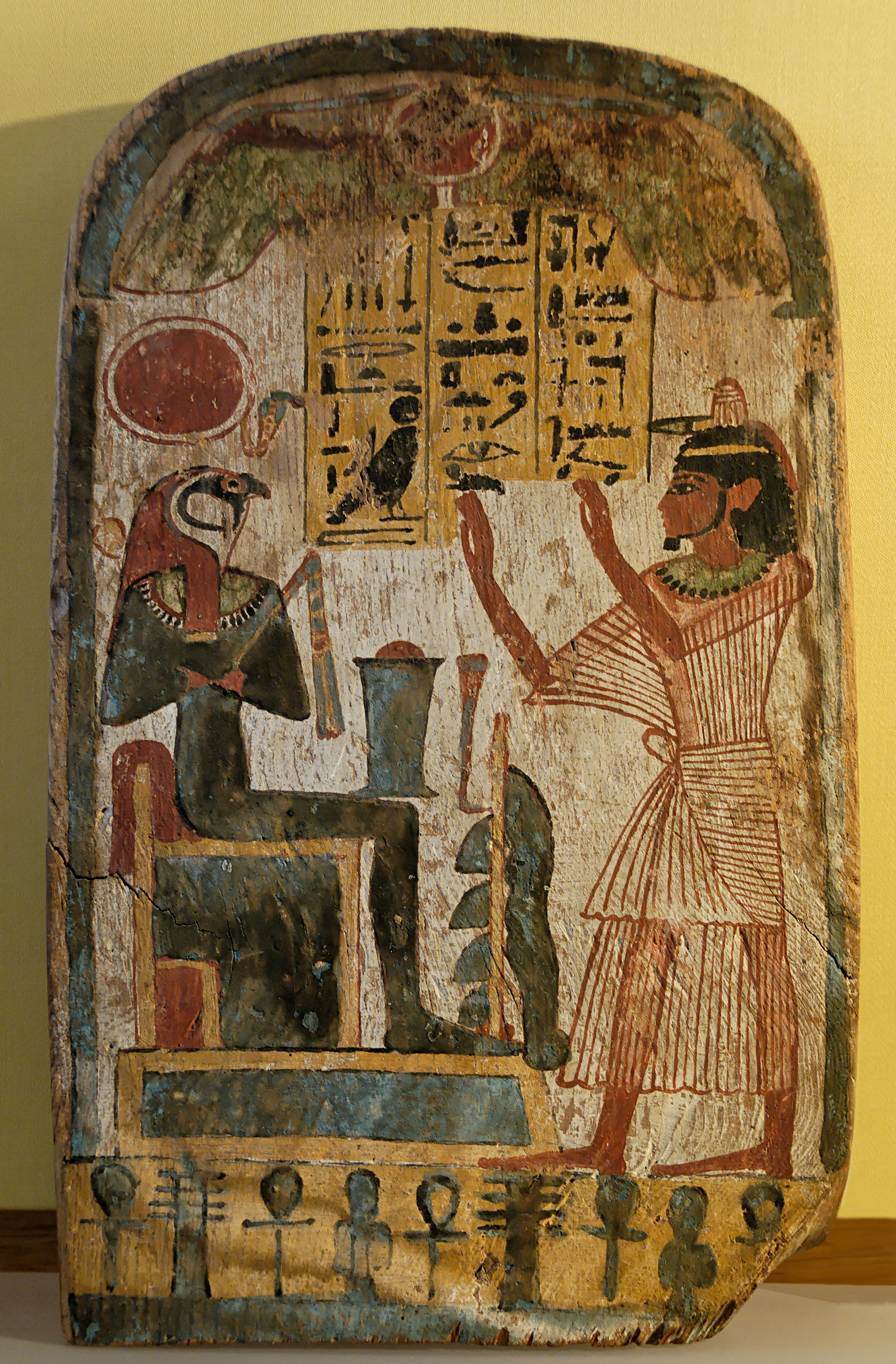
Жрець Ремпетмаа тримає священне помазання перед сидячим Ра-Горахті. Стела з Лувру (бл. 900 р. до н. е., епоха XXII династії).

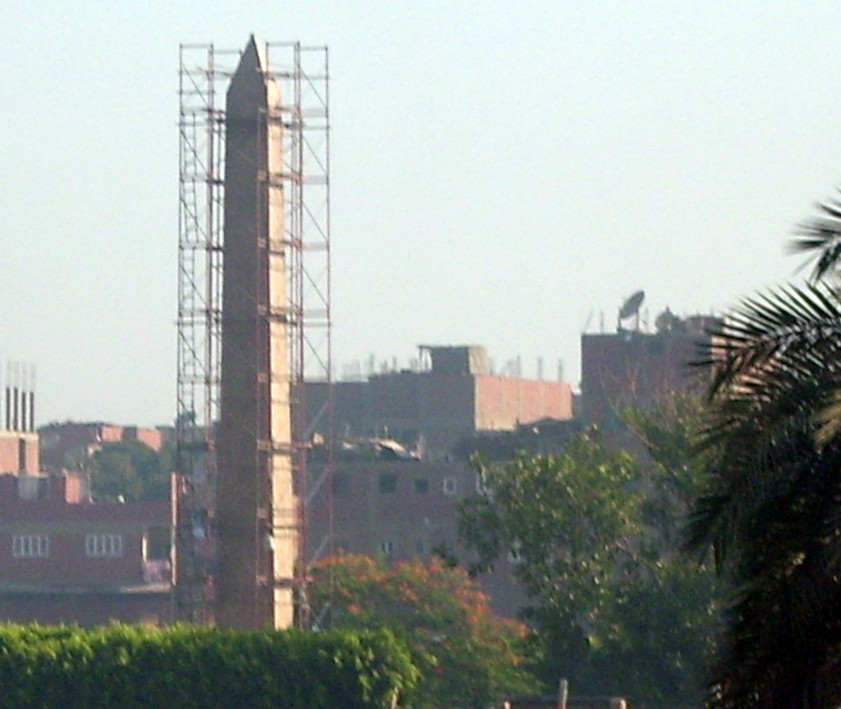
Обеліск Аль-Масала на місці храму Ра-Атум у Геліополісі, сучасні околиці каїрського району Аль-Матарія.

Верховний жрець Ра — найвища посада в культі сонячного бога Ра в Стародавньому Єгипті у Геліополі. 

## Особистості
- Достовірно відомо, що цю посаду обіймав Імхотеп, що був радником фараона III династії Джосера (2630—2611 до н. е.).
- Також цю посаду обіймав державний діяч Рехмір  у часи Нового царства під час правління фараонів Тутмоса III і Аменхотепа II.
- Жрець Сеннефер обіймав посади верховного жерця Птаха та верховного жерця Ра.
- Са-Інхерет діяв за часів Тутанхамона і Хоремхеба.

## Історія
Надалі згадки про Верховних жерців Ра зникають, ймовірно, у зв'язку зі злиттям культу солярного бога Ра з культом фіванського бога Амона в образі Амон-Ра. Також недовго за часів фараона-реформатора Ехнатона культ Ра злився з монотеїстичним культом Атона.